# Carlina diae
Carlina diae là một loài thực vật có hoa trong họ Cúc. Loài này được (Rech.f.) Meusel & Kästner mô tả khoa học đầu tiên năm 1972.